# Citroën TUB
Citroën TUB (Traction Utilitaire Basse або Traction Utilitaire de type B) — передвоєнний фургон французької компанії Citroën, що випускався впродовж 1939–1941 років. Перший у світі комерційний передньопривідний автомобіль та з бічними розсувними дверима. Було виготовлено 1.748 машин. Ходова частина, мотор походили з моделі Citroën Traction Avant. У післявоєнний період його наступником стала модель Citroën Type H.

## Конструкція
На основі маркетингових досліджень новий керуючий компанії Сітроен Пєр-Жуль Буланже влітку 1936 побачив необхідність створення нового типу машин середньої вантажопідйомності, придатних для завантаження і розвантаження у важкодоступних місцях. Вона повинна була мати велику вантажну кабіну у задній частині кузова з великими дверима ззаду і збоку (70 см × 151 см), які можна було б відкривати в обмеженому просторі. Для полегшення переміщення вантажів вона мала б отримати низьку підлогу, що можна виконати у передньопривідній машині, при одночасному збільшенні об'єму вантажної кабіни при висоті 1,75 м. Доволі коротка колісна база дозволяла розвертатись в обмеженому просторі.

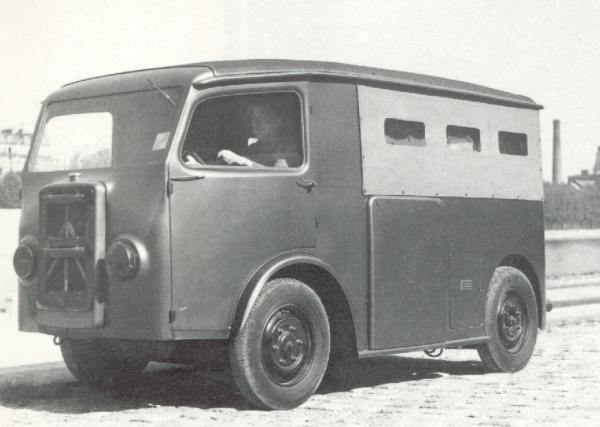
Citroën TUB

Було використано освоєний у виробництві 4-циліндровий мотор з моделі Citroën Traction Avant об'ємом 1628 см³ і потужністю 36 к.с.. Згодом використали мотор об'ємом 1911 см³ потужністю 46 к.с. з моделі Citroën Traction Avant 11В. Було збудовано 100 машин з електроприводом. Без навантаження задня частина фургону було важкокерованою. Гідравлічні гальма мали привід на усі колеса.
Для збільшення розмірів вантажної кабіни сидіння водія і пасажира змістили вперед над передню вісь. Це дозволило отримати кабіну у 7 м³ при вантажопідйомності 1020 кг. На жаль через військові дії на теренах Франції виготовлення моделі припинили. У 1946 на автосалоні в останній раз презентували Citroën TUB разом з наступником Citroën Type H.
Продаж Citroën TUB розпочали 5 червня 1939 за ціною 36.000 франків при ціні легкових авто, на чиїй базі її розробили, 26.000 франків.
У лютому 1940 розпочали виготовлення нової модифікації 11-T серії U, що належала до класу оподаткування 11CV і отримала назву Citroën TUC (Traction Utilitaire de Typ C). Вона отримала другий склоочисник, систему підігріву. У травні 1941 модель запустили у серійне виробництво, але через брак палива попит був невеликий і у грудні 1941 її виробництво припинили.